# Szarvasrét
Szarvasrét (ukránul: Пузняківці) település Ukrajnában, a Kárpátalján, a Munkácsi járásban.

## Fekvése
Munkácstól északra, Nádaspatak és Fedelesfalva között fekvő település.

## Története
1910-ben 394 lakosából 6 magyar, 85 német, 303 ruszin volt. Ebből 84 római katolikus, 306 görögkatolikus, 4 izraelita volt.
A trianoni békeszerződés előtt Bereg vármegye Latorczai járásához tartozott.